# Ognjana Petrova
Ognjana Georgieva Petrova, coniugata Duševa (in bulgaro Огняна Георгиева Петрова-Душева?; Svilengrad, 20 dicembre 1964), è una canoista bulgara.
Alle Olimpiadi di Seul 1988 ha vinto il bronzo nel K4 500 m.

## Palmarès
- Olimpiadi

Seul 1988: bronzo nel K4 500 m.
- Mondiali

1987: bronzo nel K2 500 m.